# Herbita castanea
Herbita castanea är en fjärilsart som beskrevs av W. Warren 1905. Herbita castanea ingår i släktet Herbita och familjen mätare. Inga underarter finns listade i Catalogue of Life.